# Baltic Pipe

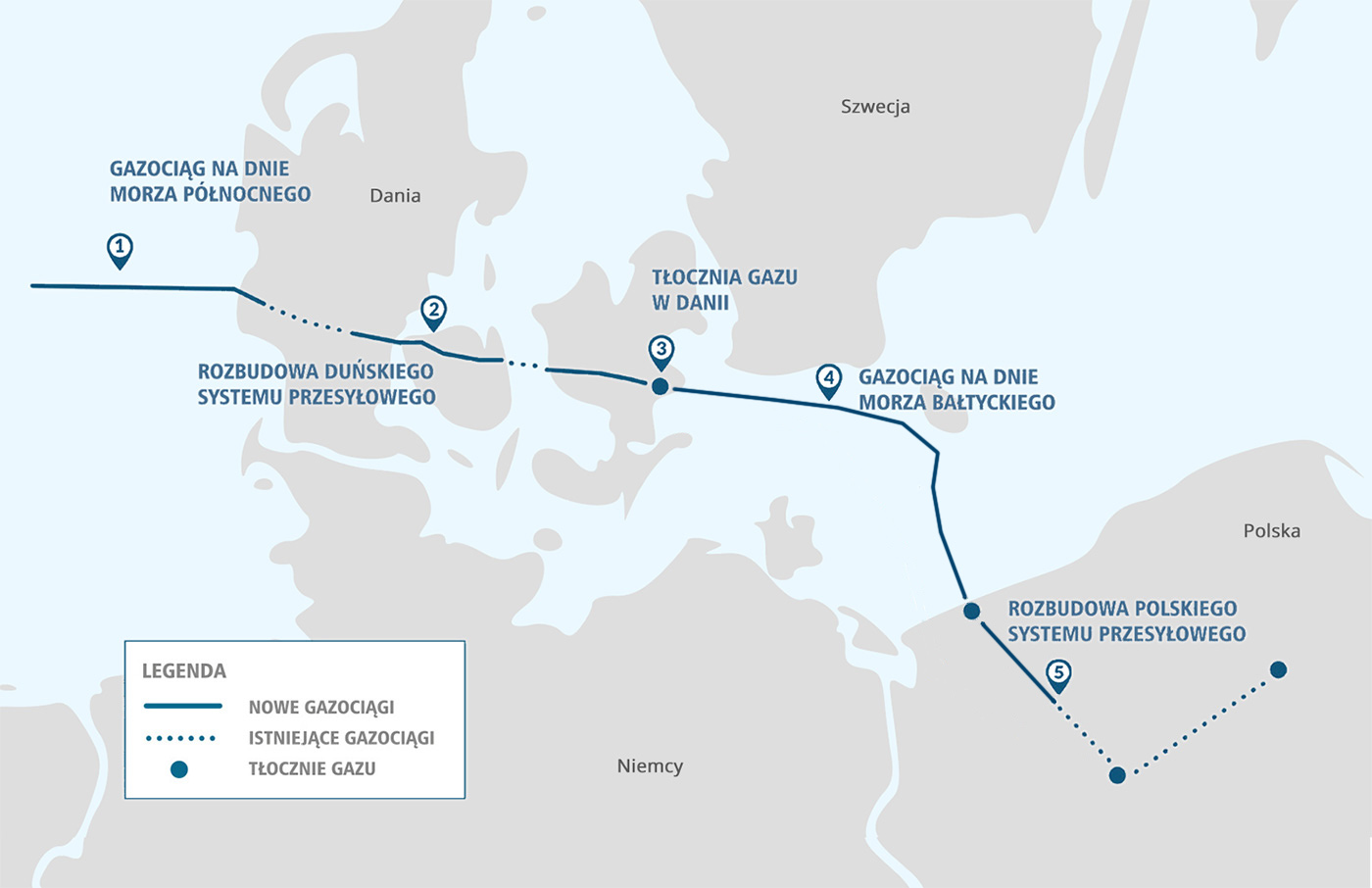
Schematyczna mapa poglądowa Baltic Pipe (źródło: Gaz-System S.A.)

Baltic Pipe (Korytarz Bałtycki, Gazociąg Bałtycki) – system gazociągów łączących Norwegię, Danię i Polskę o przepustowości 10 mld m³ rocznie uruchomiony 27 września 2022.
Założeniem przedsięwzięcia było powstanie nowego korytarza dostaw gazu ziemnego do Danii i Polski oraz krajów sąsiednich ze złóż na szelfie norweskim – gdzie 19 koncesji wydobywczych należy do firmy Polskie Górnictwo Naftowe i Gazownictwo (PGNiG). Baltic Pipe jest częścią szerszego zamysłu tzw. Bramy Północnej, mającej na celu pełne zróżnicowanie dostaw gazu do Polski poprzez Gazociąg Bałtycki oraz terminal gazu płynnego w Świnoujściu – tzw. gazoport.

## Historia
Zróżnicowanie dostaw gazu do Polski poprzez import z Norwegii dyskutowano od 1991 roku. Pomysł budowy gazociągu łączącego Polskę z norweskimi złożami pojawił się po raz pierwszy w 2001 roku za rządu Jerzego Buzka. Jego proponentami byli: Piotr Naimski (ówczesny doradca premiera ds. bezpieczeństwa energetycznego) oraz Piotr Woźniak (ówczesny doradca w Kancelarii Premiera). We wrześniu 2001 roku podpisano umowę na dostawy gazu i budowę gazociągu między PGNiG a pięcioma norweskimi firmami:  Statoil ASA, Norsk Hydro Produksjon a.s., TotalFinaElf Exploration Norge AS, A/S Norskeshell, Mobil Exploration Norway Inc.. Wg umowy gazociąg miał od 2004 roku dostarczać do Polski gaz z Danii a od 2008 także z Norwegii. Po zmianie koalicji rządowej w efekcie wyborów parlamentarnych w 2001 powstał rząd Leszka Millera, który odstąpił od realizacji projektu.
W 2007 PGNiG zaangażowało się w projekt budowy gazociągu Skanled, który miał przesyłać gaz z Norwegii do Szwecji i Danii a gazociąg bałtycki miał być jego przedłużeniem do Polski. PGNiG objął 15% udziałów w projekcie i obok E.ON była największym udziałowcem inwestycji. W 2013 roku wobec wycofania się zaangażowanego w projekt Nord Stream 2 E.ON realizacja Skanled została bezterminowo zawieszona.
W 2016 polski operator gazociągów, Gaz-System i duński operator systemu przesyłowego Energinet badały możliwość powstania połączenia międzysystemowego pomiędzy Norwegią, Danią a Polską w postaci dwukierunkowego gazociągu podmorskiego. Zaplanowano przepustowość techniczną całej infrastruktury na poziomie do 10 mld m³/r do Polski (z Norwegii poprzez Danię) oraz do 3 mld m³/r z Polski do Danii i Szwecji.
W 2017 wykonano wstępne badanie rynku. Na podstawie studium wykonalności przedsięwzięcia określono, że projekt Baltic Pipe będzie opłacalny przy rocznych dostawach gazu do Polski na poziomie ok. 10 mld m³. Tym samym, od 2022 – po wygaśnięciu kontraktu z rosyjskim koncernem państwowym Gazprom zawartego w 1996 i aneksowanego w 2012 – pozwolało to zapewnić dostawy i zmianę głównego dostawcy gazu do Polski oraz umożliwi jego reeksport.
W styczniu 2018 uzyskanie pozytywnych wyników testów ekonomicznych i spełnienie pozostałych warunków wynikających z Regulaminu OS 2017 pozwoliły Gaz-Systemowi i Energinetowi na zawarcie umów przesyłowych z uczestnikami rynku. Umowy te definiują warunki świadczenia usług przesyłu gazu i pozostaną wiążące przez okres 15 lat od momentu uruchomienia przesyłu gazu przez Baltic Pipe.
W listopadzie 2018 operatorzy systemów przesyłowych Polski i Danii podjęli pozytywne decyzje inwestycyjne o zrealizowaniu projektu Baltic Pipe, co zostało poprzedzone podpisaniem przez obie spółki (Gaz-System i Energinet) umowy o budowie (Construction Agreement). Podobną umowę Energinet podpisał również z norweskim operatorem Gassco w zakresie przyłącza norweskiego.
9 czerwca 2017 premierzy Polski i Danii, Beata Szydło i Lars Løkke Rasmussen, podpisali w Kopenhadze memorandum w sprawie współpracy przy realizacji projektu Baltic Pipe.
5 kwietnia 2019 prezydent RP Andrzej Duda podpisał Ustawę z dnia 21 lutego 2019 o ratyfikacji Umowy między Rzecząpospolitą Polską a Królestwem Danii w sprawie projektu Baltic Pipe, podpisanej w Katowicach dnia 11 grudnia 2018 oraz Ustawę z dnia 21 lutego 2019 o ratyfikacji Umowy między Rzecząpospolitą Polską a Królestwem Danii w sprawie rozgraniczenia obszarów morskich na Morzu Bałtyckim, podpisanej w Brukseli dnia 19 listopada 2018.
Od 27 kwietnia 2021 do 8 czerwca 2021 drążono tunel na gazociąg pod wydmami i plażą w Pogorzelicy (gmina Rewal).
W czerwcu 2021 Duńska Agencja Ochrony Środowiska zezwoliła na kontynuację prowadzenia prac na obszarze Danii, których wstrzymanie spowodowało ok. 3-miesięczne opóźnienie ukończenia projektu. 21 lipca 2022 gazociąg został fizycznie połączony z duńską i polską siecią gazowniczą.
27 września 2022 nastąpiło oficjalnie otwarcie gazociągu.
30 listopada 2022 Gaz-System poinformował, że gazociąg osiągnął pełną przepustowość.
24 i 25 czerwca 2023 przez gazociąg przesyłano z Norwegii do Polski rekordowe ok. 24,7 mln m³ gazu na dobę (co stanowiło 90 proc. wykorzystania przepustowości), 25 czerwca 2023 przesłano nim rekordowe 27,1 mln m³ gazu na dobę (99 proc. przepustowości) a na początku sierpnia 2023 gazociąg pracował z wykorzystaniem 100 proc. przepustowości, dostarczając ponad 27 mln m³ gazu na dobę.

## Zakres projektu
Inwestycja składa się z pięciu głównych elementów:
- Gazociąg na dnie Morza Północnego
- Rozbudowa duńskiego systemu przesyłowego
- Tłocznia gazu w Danii
- Gazociąg na dnie Morza Bałtyckiego
- Rozbudowa polskiego systemu przesyłowego

Za realizację trzech pierwszych odpowiadał Energinet, natomiast za budowę gazociągu na dnie Morza Bałtyckiego oraz za rozbudowę polskiego systemu przesyłowego odpowiedzialny był Gaz-System.
1) Gazociąg na dnie Morza Północnego – podmorski gazociąg łączący norweski system gazowy na Morzu Północnym z duńskim systemem gazowym na lądzie. Gazociąg został na Morzu Północnym połączony z istniejącą infrastrukturą przesyłową (tj. z rurociągiem Europipe II), zapewniając w ten sposób dostęp do gazu ze złóż norweskich. Wyjście gazociągu na ląd znajduje się na zachodnim wybrzeżu Danii w pobliżu Blaabjerg.
- długość gazociągu – 105–110 km
- nominalna średnica[a] gazociągu – DN 800
- ciśnienie robocze[b] – 8,5-11 MPa

2) Rozbudowa duńskiego systemu przesyłowego – realizacja projektu Baltic Pipe spowodowała zwiększenie przesyłu gazu przez duński system przesyłowy. Aby to uwzględnić i umożliwić transport gazu z zachodniego wybrzeża Danii do południowo-wschodniej części Zelandii, niezbędna była rozbudowa infrastruktury przesyłowej Danii.
- długość nowych gazociągów – 210–230 km
- nominalne średnice nowych gazociągów – DN 900, DN 1000

3) Tłocznia gazu w Danii – tłocznia została zlokalizowana we wschodniej części wyspy Zelandia, a jej funkcją jest sprężanie gazu, umożliwiające jego transport. Tłocznia zapewnia dwukierunkowy przesył gazu: z Danii do Polski i z Polski do Danii.
- powierzchnia – ok. 20 ha
- ciśnienie robocze – 5-12 MPa

4) Gazociąg na dnie Morza Bałtyckiego – podmorski gazociąg łączący duński system przesyłowy z polskim systemem przesyłowym. Miejsca wyjścia gazociągu na ląd to Faxe w Danii oraz Niechorze-Pogorzelica w Polsce.
- długość gazociągu – ok. 275 km
- nominalna średnica gazociągu – DN 900

5) Rozbudowa polskiego systemu przesyłowego – Na rozbudowę krajowego systemu przesyłowego złożyła się realizacja pięciu projektów
a) Budowa gazociągu łączącego gazociąg podmorski z krajowym systemem przesyłowym wraz z terminalem odbiorczym. Trasa gazociągu łączącego przebiega na terenie woj. zachodniopomorskiego:
Odcinek gazociągu relacji Niechorze-Płoty na terenie gmin Rewal, Karnice, Trzebiatów, Gryfice i Płoty
- długość gazociągu – ok. 40 km

Nominalna średnica gazociągu łączącego:
- od pierwszego suchego spawu do Terminalu Odbiorczego – DN 900
- od Terminalu Odbiorczego do istniejącego Węzła Przesyłu Gazu Płoty – DN 1000

Odcinek gazociągu relacji Płoty-Goleniów od Węzła Przesyłu Gazu Płoty do Tłoczni Gazu Goleniów na terenie gmin Płoty, Nowogard, Osina, Goleniów i Maszewo
- długość gazociągu – ok. 42 km

b) Budowa gazociągu relacji Goleniów-Lwówek. Gazociąg zbudowano na terenie województw zachodniopomorskiego, lubuskiego i wielkopolskiego, w gminach Goleniów, Maszewo, Stargard, Dolice, Przelewice, Pełczyce, Strzelce Krajeńskie, Zwierzyn, Santok, Deszczno, Skwierzyna, Przytoczna, Pszczew, Międzychód, Lwówek. Budowa gazociągu była realizowana etapami: etap I – odcinek gazociągu relacji Goleniów-Ciecierzyce (ok. 117 km); etap II – odcinek gazociągu relacji Ciecierzyce-Lwówek (ok. 71 km).
- długość gazociągu – ok. 191 km
- nominalna średnica gazociągu – DN 1000
- ciśnienie robocze – 8,4 MPa

c) Rozbudowa Tłoczni Gazu Goleniów – inwestycja polegała na rozbudowie istniejącej tłoczni w Goleniowie w woj. zachodniopomorskim, w tym rozbudowie węzła przesyłowego, oraz na wykonaniu połączenia tych elementów z istniejącą infrastrukturą przesyłową.
- moc tłoczni po rozbudowie – 30 MW

d) Budowa Tłoczni Gazu Gustorzyn – inwestycja polegała na budowie tłoczni oraz rozbudowie istniejącego Węzła Gazu w Gustorzynie w gminie Brześć Kujawski w woj. kujawsko-pomorskim. Tłocznia będzie połączona gazociągiem z terminalem FSRU w porcie w Gdańsku.
- moc tłoczni – 30 MW

e) Rozbudowa Tłoczni Gazu Odolanów – inwestycja polegała na rozbudowie istniejącej tłoczni i Węzła Przesyłowego w Odolanowie w woj. wielkopolskim oraz na wykonaniu połączenia tych elementów z istniejącą infrastrukturą przesyłową.
- moc tłoczni po rozbudowie – 65 MW

## Status PCI
Projekt Baltic Pipe został uznany przez Komisję Europejską za „Projekt o znaczeniu wspólnotowym” (PCI). Status ten jest przyznawany projektom infrastrukturalnym, mającym na celu wzmocnienie europejskiego wewnętrznego rynku energii i realizującym cele polityki energetycznej Unii Europejskiej, w tym zapewnienie dostępu do niedrogiej, bezpiecznej i odnawialnej energii.
W 2013 projekt Baltic Pipe znalazł się na pierwszej liście projektów PCI, w 2015 na następnej a 24 listopada 2017 ogłoszono trzecią listę projektów PCI, na której po raz kolejny Komisja Europejska uwzględniła projekt Baltic Pipe.

## Finansowanie z Unii Europejskiej
Projekt Baltic Pipe otrzymał dofinansowanie w ramach instrumentu „Łącząc Europę” (Connecting Europe Facility – CEF). CEF to instrument finansowy, który zastąpił dotychczasowy program TEN-T. Wspiera on rozwój trzech obszarów – sieci transportowej, energetycznej oraz telekomunikacyjnej.
Łącznie wysokość dofinansowania przyznanego do połowy 2019 wynosi 266,8 mln EUR.
W 2015 dofinansowanie z CEF Energy zostało przyznane na prace analityczne i opracowanie „Studium Wykonalności dla Połączenia międzysystemowego Baltic Pipe łączącego Polskę z Danią”. Wysokość dofinansowania: 400 tys. EUR.
24 maja 2018 podpisano kolejną umowę na dofinansowanie w ramach CEF prac projektowych. Po przeprowadzonym w 2017 konkursie grantowym wsparcie zostało przyznane na działanie pod nazwą „Prace przygotowawcze do Projektu Baltic Pipe aż do uzyskania niezbędnych pozwoleń na budowę w Polsce oraz w Danii” realizowane przez obu partnerów, tj. Gaz-System oraz Energinet. Maksymalna wysokość przyznanego dofinansowania: 33,1 mln EUR.
16 lipca 2018 państwa członkowskie UE zaakceptowały propozycję Komisji Europejskiej o przyznaniu dofinansowania dla projektu Baltic Pipe w ramach CEF na działanie pod nazwą „Wzmocnienie krajowych systemów przesyłowych gazu w Polsce i Danii dla projektu Baltic Pipe”. Maksymalna wysokość dofinansowania przyznanego obu partnerów projektu: 18,3 mln EUR.
W 2019 Komisja Europejska podjęła decyzję o przyznaniu Gaz-Systemowi dofinansowania dla projektu Baltic Pipe na działanie pod nazwą „Prace budowlane dla klastra infrastrukturalnego 8.3 w ramach projektów o znaczeniu wspólnotowym (PCI)”. 23 stycznia 2019 została ona zaakceptowana przez państwa członkowskie UE. Wsparcie przyznano w ramach przeprowadzonego w 2018 drugiego konkursu grantowego CEF Energy. Decyzja ta podkreśla istotne znaczenie projektu dla budowy europejskiego rynku gazu oraz wzmocnienia bezpieczeństwa dostaw w regionie. Uroczystość podpisania umowy grantowej odbyła się 15 kwietnia 2019 w Brukseli. Wsparcie zostanie przeznaczone na realizację prac budowlanych dla gazociągu podmorskiego, łączącego systemy przesyłowe Polski i Danii oraz na rozbudowę i modernizację polskiego systemu przesyłowego gazu ziemnego. Maksymalna wysokość dofinansowania: blisko 215 mln EUR.